# Campanularia macroscypha
Campanularia macroscypha är en nässeldjursart som beskrevs av George James Allman 1877. Campanularia macroscypha ingår i släktet Campanularia och familjen Campanulariidae. Inga underarter finns listade i Catalogue of Life.